# Byttneria celtoides
Byttneria celtoides är en malvaväxtart som beskrevs av St.-hil.. Byttneria celtoides ingår i släktet Byttneria och familjen malvaväxter. Inga underarter finns listade i Catalogue of Life.